# Eva Sládeková
Eva Sládeková (* 17. Dezember 1981 in Trenčín) ist eine slowakische Badmintonspielerin. 

## Karriere
Eva Sládeková gewann 1999 bei den Einzelmeisterschaften der Junioren in der Slowakei ihren ersten Titel. Ein Jahr später verteidigte sie diesen Titel mit neuer Partnerin und gewann zusätzlich auch die Mixedkonkurrenz. 2001 siegte sie erstmals bei den Erwachsenen, drei weitere Titel folgten bis 2007.
2008 nahm sie als bisher einzige Slowakin im Badminton an Olympia teil, unterlag dort aber in Runde zwei nach einem Freilos in der Auftaktrunde gegen Wang Chen aus Hongkong.

## Sportliche Erfolge
| Veranstaltung | Saison                                       | Disziplin   | Sieger                            |
| ------------- | -------------------------------------------- | ----------- | --------------------------------- |
| 1999          | Slowakei: Einzelmeisterschaften der Junioren | Damendoppel | Katarina Balonova / Eva Sladekova |
| 2000          | Slowakei: Einzelmeisterschaften der Junioren | Damendoppel | Barbora Bobrovska / Eva Sladekova |
| 2000          | Slowakei: Einzelmeisterschaften der Junioren | Mixed       | Michal Matejka / Eva Sladekova    |
| 2001          | Slowakei: Einzelmeisterschaften              | Damendoppel | Eva Sládeková / Barbora Bobrovska |
| 2004          | Slowakei: Einzelmeisterschaften              | Damendoppel | Eva Sládeková / Barbora Bobrovska |
| 2005          | Slowakei: Einzelmeisterschaften              | Dameneinzel | Eva Sládeková                     |
| 2007          | Slowakei: Einzelmeisterschaften              | Dameneinzel | Eva Sládeková                     |

## Referenzen
- tournamentsoftware.com

| Personendaten    | Personendaten                  |
| ---------------- | ------------------------------ |
| NAME             | Sládeková, Eva                 |
| KURZBESCHREIBUNG | slowakische Badmintonspielerin |
| GEBURTSDATUM     | 17. Dezember 1981              |
| GEBURTSORT       | Trenčín                        |